# Hervormde kerk (Onderdendam)
De  Hervormde kerk in Onderdendam is een kerkgebouw uit 1840 aan de Bedumerweg. De kerk is een rijksmonument. De architect was de nog jonge Willem Kornelis Dusseldorp (1816-1869). De kerk is een driezijdig gesloten zaalkerk met achtkantige dakruiter. De rondboogvensters worden ingekaderd door lisenen. De ingangsdeur is omlijst. Het mechanische torenuurwerk (nu elektrisch aangedreven) is vervaardigd door W.J. Koek te Midwolda. De kerk bevindt zich op een kerkhof met omheining.
Het gebouw verving de vervallen kerken van Menkeweer, die in 1828 op afbraak verkocht werd en van Onderwierum, die in 1840-41 werd afgebroken. Uit laatstgenoemde kerk kregen het doopvont uit 1651, de avondmaalstafel uit 1806, de grafzerken uit 1642 en 1677 van twee predikantsvrouwen en de sleutel van de deur een plek in de nieuwe kerk. In de dakruiter kwam de luidklok uit 1617 uit het kerkje van Menkeweer te hangen. Bij de restauratie die in 1972 plaatsvond is deze verwijderd. 
Het kerkorgel van Gerhard Willem Lohman (1802-1856) van de orgelbouwersfirma N.A. Lohman en Zonen te Groningen heeft één manuaal met aangehangen pedaal en acht registers. Het werd in 1997 gerestaureerd door orgelmakerij Steendam. 
Sinds de kerkenfusie van 2004 behoort de hervormde gemeente van Onderdendam tot de Protestantse Kerk in Nederland.

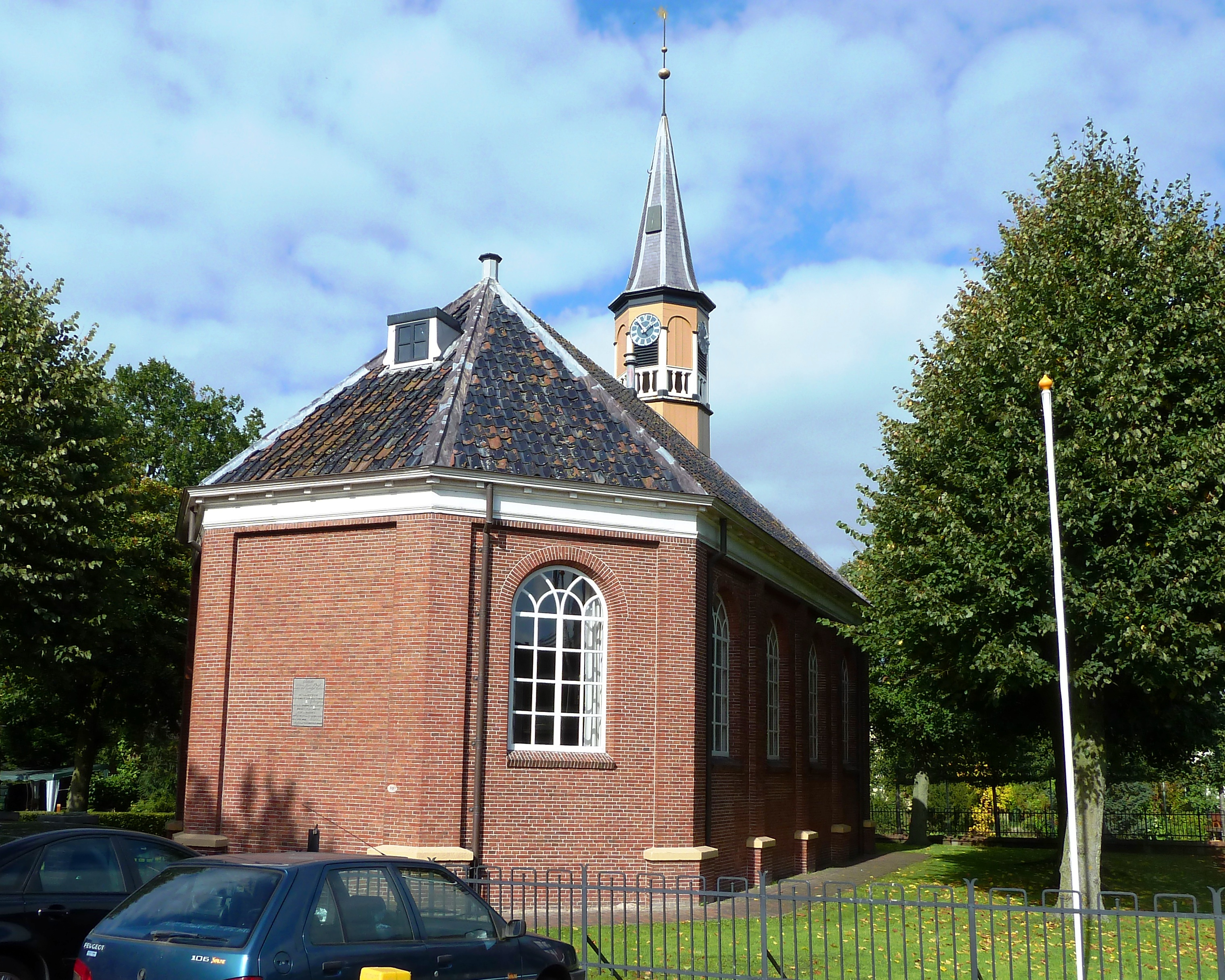
Achteraanzicht
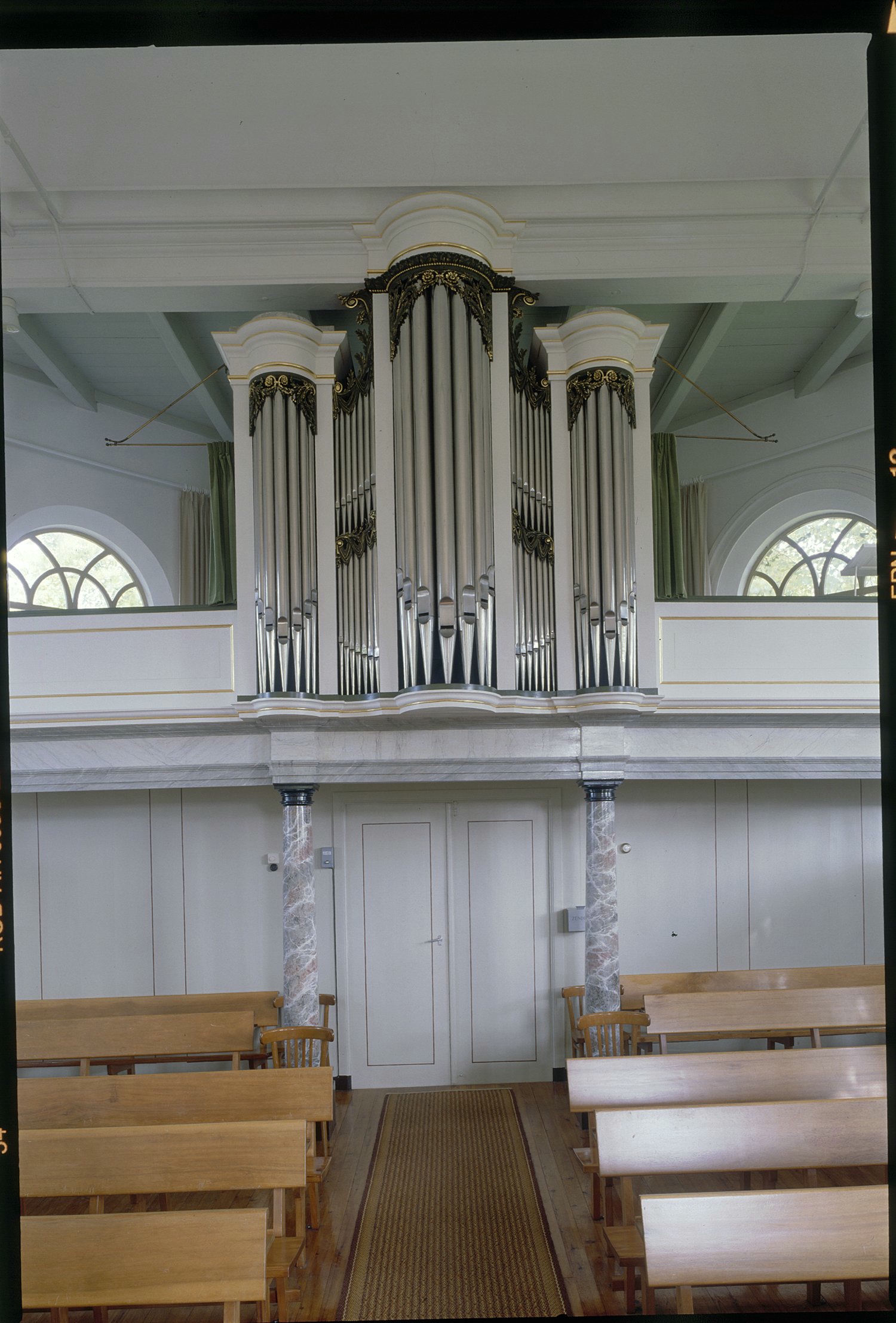
Kerkorgel van Gerhard Willem Lohman uit 1841
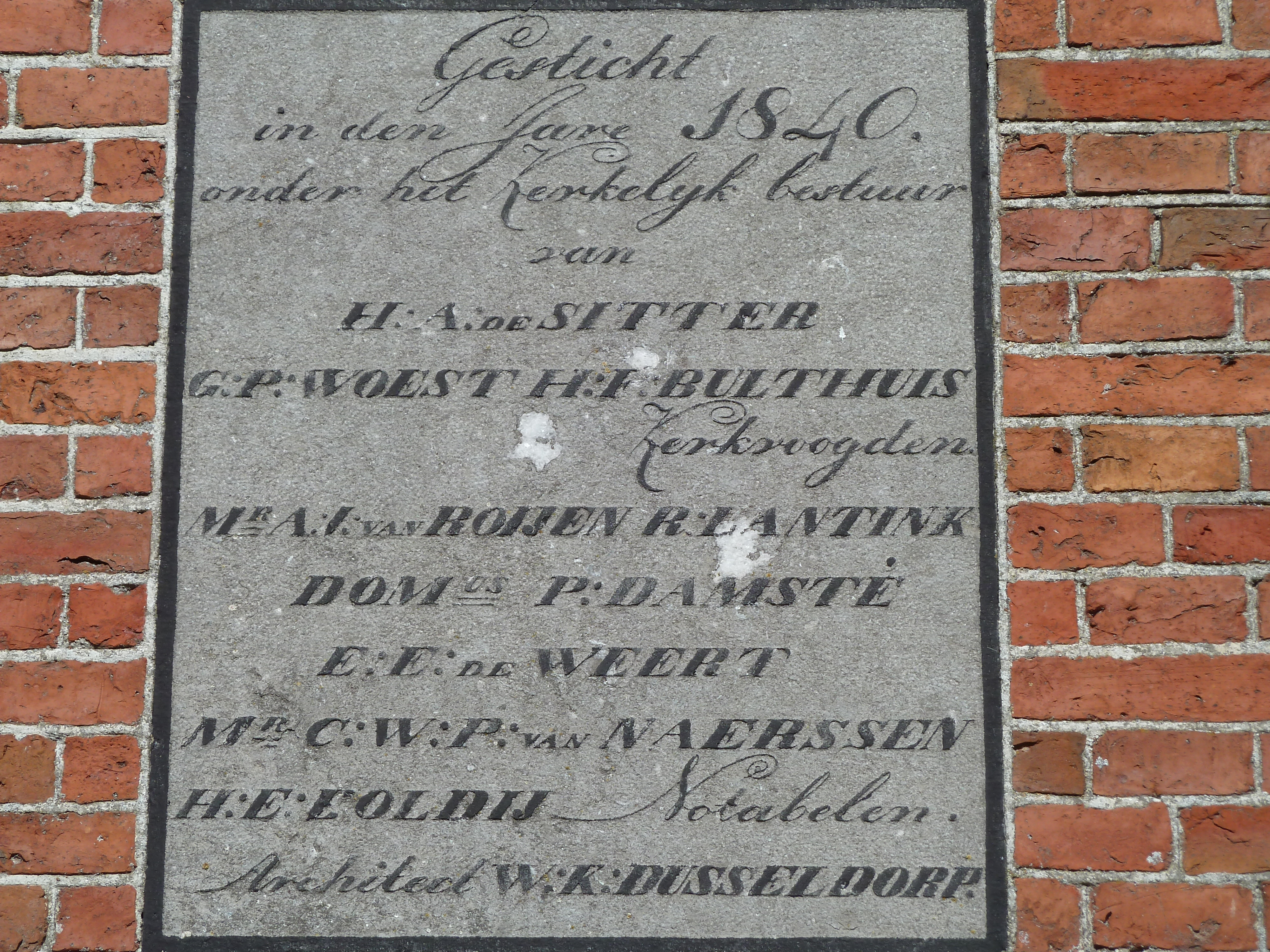
Gevelsteen met stichtingsjaar

Sinds de kerkenfusie van 2004 gebruikt de Protestantse Kerk in Nederland de voormalige Hervormde kerk als godshuis. De Gereformeerde kerk is niet meer voor reguliere kerkdiensten in gebruik en is in september 2015 overgedragen aan de Stichting Oude Groninger Kerken.